# San Cipriano Po
San Cipriano Po é uma comuna italiana da região da Lombardia, província de Pavia, com cerca de 417 habitantes. Estende-se por uma área de 8 km², tendo uma densidade populacional de 52 hab/km². Faz fronteira com Albaredo Arnaboldi, Belgioioso, Broni, Spessa, Stradella.

## Demografia
| Variação demográfica do município entre 1861 e 2011                               |
|                                                                                   |
| Fonte: Istituto Nazionale di Statistica (ISTAT) - Elaboração gráfica da Wikipedia |

## Personalidades
- Lino Aldani, escritor de ficção científica (n. 1926)